# Hockeria magna
Hockeria magna är en stekelart som beskrevs av Boucek 1952. Hockeria magna ingår i släktet Hockeria och familjen bredlårsteklar.
Artens utbredningsområde är:
- Cypern.
- Tjeckien.
- Slovakien.
- Tyskland.
- Ungern.
- Kazakstan.
- Israel.
- Rumänien.
- Spanien.
- Schweiz.
- Swaziland.
- Turkiet.
- Moldavien.
- Ukraina.
- Kroatien.

Inga underarter finns listade i Catalogue of Life.